# Diadegma albertae
Diadegma albertae là một loài tò vò trong họ Ichneumonidae.